# Лі Сінь
Лі Сінь (кит.: 李歆; піньїнь: Li Xin; помер 420) — другий правитель Західної Лян періоду Шістнадцяти держав.

## Життєпис
Успадкував владу після смерті свого батька, Лі Гао, 417 року. Його правління позначилось агресивними діями проти правителя Північної Лян Цзюйцюй Менсюня. 420 року війська Лі Сіня потрапили в пастку, а сам правитель був убитий під час битви. Від того моменту почалось падіння династії. Брат Лі Сіня Лі Сюнь намагався зберегти державу, але це йому не вдалось. 421 року Західна Лян припинила своє існування.

## Девіз правління
- Цзясін (嘉興) 417—420